# Tara Correa-McMullen
Tara Correa-McMullen, eigentlich Shalvah McMullen (* 24. Mai 1989 in Westminster, Vermont; † 21. Oktober 2005 in Inglewood, Kalifornien) war eine US-amerikanische Schauspielerin.

## Leben
Tara war die Tochter von Thomas McMullen und seiner Ehefrau Devra Correa. Schon früh erkannten ihre Eltern ihr künstlerisches Talent und ermöglichten ihr privaten Tanz- und Gesangsunterricht. Mit zehn Jahren trat Correa-McMullen in Werbespots auf und wurde für die Rolle der uneinsichtigen Schülerin Graciela Reyes in der CBS-Fernsehserie Für alle Fälle Amy engagiert. Im Jahr 2005 spielte sie in ihrem ersten Kinofilm Volltreffer – Ein Supercoach greift durch (Originaltitel: Rebound) an der Seite von Megan Mullally und Martin Lawrence mit.
Am 21. Oktober 2005 wurde die erst 16-jährige Correa-McMullen vor einem Appartementhaus in Inglewood niedergeschossen. Der damals 20-jährige Damien Watts, Mitglied einer örtlichen Straßengang, wurde im Januar 2009 des Mordes an der Schauspielerin für schuldig befunden und zu lebenslanger Haft ohne Aussicht auf Bewährung verurteilt.

## Filmografie (Auswahl)
- 2005: Volltreffer – Ein Supercoach greift durch (Rebound)